# Neotrichia margaritena
Neotrichia margaritena is een schietmot uit de familie Hydroptilidae. De soort komt voor in het Neotropisch gebied.